# Прадьер
Прадье́р (фр. Pradières) — коммуна во Франции, находится в регионе Юг — Пиренеи. Департамент коммуны — Арьеж. Входит в состав кантона Фуа-Рюраль. Округ коммуны — Фуа.
Код INSEE коммуны — 09234.

## Население
Население коммуны на 2008 год составляло 107 человек.
| 1962 | 1968 | 1975 | 1982 | 1990 | 1999 | 2008 |
| ---- | ---- | ---- | ---- | ---- | ---- | ---- |
| 40   | 52   | 62   | 102  | 103  | 107  | 107  |

## Экономика
В 2007 году среди 72 человек в трудоспособном возрасте (15—64 лет) 57 были экономически активными, 15 — неактивными (показатель активности — 79,2 %, в 1999 году было 72,6 %). Из 57 активных работали 52 человека (26 мужчин и 26 женщин), безработных было 5 (3 мужчины и 2 женщины). Среди 15 неактивных 6 человек были учениками или студентами, 7 — пенсионерами, 2 были неактивными по другим причинам.